# Z (simbol militar)
Litera Z din alfabetul latin (în rusă зет, transliterat: zet) este unul dintre mai multe simboluri (inclusiv „V” și „O”) pictate pe vehiculele militare ale Forțelor Armate Ruse implicate în invazia Rusiei în Ucraina. Se speculează că litera Z ajută la distingerea forțelor operative una de alta și servește ca identificator pentru a evita focul prietenos; cu toate acestea, oficialii ruși au susținut că simbolul are diverse semnificații.
Datorită asocierii sale cu războiul din Ucraina, litera Z a devenit un simbol militarist în propaganda rusă și este utilizată de civilii ruși pentru a indica sprijinul pentru invazie, fiind adoptată ulterior de organizațiile de extremă dreapta din Rusia. Simbolul a fost ulterior interzis în spațiul public în diferite țări, iar utilizarea sa a fost incriminată de mai multe guverne europene. Oponenții războiului au numit peiorativ simbolul Z „zwastika” sau „zwaztika”, în referință la svastica nazistă, sau în mod derizoriu în rusă și ucraineană „ziga” (rusă: зига), în referință la „Sieg Heil”. Unii oficiali ucraineni și utilizatori de internet s-au referit la Rusia ca Ruzzia sau RuZZia (rusă: Роzzия sau РоZZия; ucraineană: Роzzія sau РоZZія), înlocuind litera S cu Z, în referire la simbolul militar.

## Utilizare militară

### Descriere
În timpul invaziei rusești în Ucraina, forțele armate ruse au folosit diverse litere cu semnificații corespunzătoare. Forma simbolului „Z” este o reproducere a literei latine Z, identică și cu litera greacă zeta majusculă. Simbolul „Z” este utilizat în locul literei chirilice echivalente З (Ze) utilizate în alfabetul rus, ceea ce a fost descris ca fiind ciudat, având în vedere asocierea ulterioară a simbolului cu naționalismul rus și politica pro-Putin. Acest lucru ar putea fi pentru a evita confuzia cu cifra 3, care are o formă similară și este utilizată și în Rusia.

### Scop
Experții militari consideră că simbolurile sunt semne de identificare utilizate pentru a reduce focul prietenos, similare cu dungile de invazie utilizate în timpul debarcării din Normandia în timpul celui de-al Doilea Război Mondial. Unii experți militari consideră că simbolurile ajută la distingerea diferitelor grupuri ale armatei ruse între ele, fostul director al Royal United Services Institute, Michael Clarke, afirmând că „adesea aceste simboluri vor fi bazate pe locație: ele vor comunica unde se îndreaptă unitatea” și indicând utilizarea de către armata SUA a chevronurilor în timpul invaziei din Irak din 2003. Această din urmă teorie a fost confirmată de veteranul rus Sergey Kuvykin, care a indicat într-un interviu acordat revistei Life că simboluri precum „un «Z» într-un pătrat, un «Z» într-un cerc, un «Z» cu o stea sau pur și simplu «Z» singur” au fost utilizate pentru a diferenția echipele.
Vehiculele rusești de-a lungul frontierei dintre Rusia și Ucraina au afișat simbolul „Z” în timpul crizei ruso-ucrainene din 2021-2022, în săptămânile dinaintea invaziei. În timpul bătăliei de la Harkov, localnicii au folosit simbolurile „Z” pentru a identifica și urmări vehiculele rusești pe Telegram.

### Denumire
Pe Instagram, Ministerul rus al Apărării (MOD) a postat pe 3 martie că simbolul „Z” este o abreviere a expresiei „pentru victorie” (rusă за победу), în timp ce simbolul „V” înseamnă "Puterea noastră este în adevăr” (rusă сила в правде) și „Sarcina va fi finalizată” (rusă задача будет выполнена). Ministerul de Justiție a sugerat mai târziu sensuri alternative pentru „Z”, inclusiv „Pentru pace” (rusă за мир), „Pentru adevăr” (rusă за правду), și litera Z din interiorul cuvintelor englezești demilitarization and denazification, despre care președintele rus Vladimir Putin a afirmat că este scopul invaziei.
O altă interpretare pentru „Z” este cuvântul rusesc pentru vest (rusă запад), pentru a desemna districtul militar de vest sau infanteriei care se îndreaptă spre vest sau, mai general, pentru a sublinia ambițiile imperiale ale Kremlinului, cu simbolul „V” în mod similar pentru cuvântul pentru est (rusă восток). Acest termen a fost folosit în exercițiul comun Zapad 2021 dintre Belarus și Rusia înainte de invazie.

## Simboluri
Următoarele simboluri și semnificațiile corespunzătoare au fost folosite de forțele armate ruse în timpul invaziei ruse a Ucrainei din 2022:
| Fotografie | Simbol (imagine) | Simbol (text) |
| ---------- | ---------------- | ------------- |
|            |                  | Z             |
|            |                  | 🅉             |
|            |                  | V             |
|            |                  | O             |

## Răspunsuri internaționale

### State
- Republica Cehă - ca parte a interdicției de a susține public invazia, Ministerul de Interne a clasificat simbolul "Z" ca fiind un echivalent al svasticii.
- Estonia - în aprilie 2022, a fost emisă o interdicție de către Riigikogu.[13]
- Germania - Ministerul Federal de Interne și Comunitate a declarat că folosirea literei "Z" pentru a indica sprijinul pentru invazia rusă în Ucraina este un delict care se pedepsește cu până la trei ani de închisoare.
  - Din 2022 aprilie, biroul de înmatriculare a vehiculelor din orașul german Herford nu mai eliberează plăcuțe de înmatriculare cu litera "Z" din cauza invaziei rusești în Ucraina.
- Kazahstan - este interzis ca simbolurile militare să fie afișate pe vehicule în public, Departamentul de Poliție al WKO declarând în mod explicit că simbolurile "Z", "V" și "O" nu sunt permise.
- Kârgâzstan - departamentele de poliție au restricționat afișarea simbolului "Z" pe vehiculele aflate în public.
- Letonia - Saeima a adăugat simbolurile "Z" și "V" pe lista simbolurilor politice interzise, la fel ca svastica și secera și ciocanul, deoarece acestea glorifică agresiunea militară și crimele de război.
- Lituania - la 19 aprilie 2022, Lituania a interzis simbolurile "Z" și "V" împreună cu panglica Sfântului Gheorghe.
- Moldova - din 7 aprilie 2022, simbolurile "Z" și "V" și panglica Sfântului Gheorghe sunt interzise în Moldova.
- Polonia - de la 13 aprilie 2022, utilizarea simbolurilor sau denumirilor "care susțin agresiunea Federației Ruse împotriva Ucrainei", sunt pasibile de amendă sau chiar de închisoare de până la 2 ani".
- Ucraina - la 22 mai 2022, parlamentul ucrainean a interzis simbolurile "Z" și "V" folosite pentru a promova invazia Ucrainei din 2022, dar a convenit cu președintele Volodîmîr Zelenski să permită utilizarea lor în scopuri educaționale sau istorice.